# Nagarkot
Nagarkot (nepalski: नगरकोट) – gaun wikas samiti w środkowej części Nepalu w strefie Bagmati w dystrykcie Bhaktapur. Według nepalskiego spisu powszechnego z 2001 roku liczył on 799 gospodarstw domowych i 4247 mieszkańców (2122 kobiet i 2125 mężczyzn).